# Comté d'Island
Le comté d'Island (anglais: Island County) est un comté de l'État américain de Washington, composé de neuf îles (islands en anglais) dans le Puget Sound. Son siège est Coupeville. Selon le recensement de 2010, sa population est de 78 506 habitants.

## Géolocalisation
| Comté de San Juan  | Comté de Skagit |                    |
| Comté de Jefferson | Comté d'Island  | Comté de Snohomish |
| Comté de Kitsap    |                 |                    |